# Zuénoula
Zuénoula – miasto na środkowym Wybrzeżu Kości Słoniowej, w dystrykcie Sassandra-Marahoué, w regionie Marahoué. Według danych na rok 2014 liczyło 34 018 mieszkańców.